# Regió de Cajamarca
Cajamarca és una regió del Perú. Limita al nord amb la Província de Zamora-Chinchipe (Equador); al sud amb la Regió de La Libertad; a l'oest amb les regions de Piura i Lambayeque i a l'est amb la d'Amazones.

## Divisió administrativa
La regió es divideix en tretze províncies:
- San Ignacio
- Jaén
- Cutervo
- Chota
- Santa Cruz
- Hualgayoc
- Celendín
- San Miguel
- San Pablo
- Cajamarca
- Contumazá
- Cajabamba
- San Marcos